# Дюк, Дэвид
Дэ́вид Э́рнест Дюк (англ. David Ernest Duke; 1 июля 1950, Талса, Оклахома) — американский крайне правый политик, публицист, осуждённый преступник и бывший «великий волшебник рыцарей ку-клукс-клана». Известен как белый националист, расист, теоретик антисемитского заговора и отрицатель Холокоста.
Поддерживает запрет на иммиграцию, добровольную расовую сегрегацию, является антикоммунистом. С конца 1990-х годов Дюк начал открыто пропагандировать расистские и неонацистские взгляды.

## Ранние годы жизни
Дюк родился в Талсе, штат Оклахома, в семье Дэвида и Максин (урожденной Крик) Дюков, младшим из двух детей. Будучи сыном инженера «Shell Oil Company», Дюк часто путешествовал со своей семьей по всему миру. В 1954 году они некоторое время жили в Нидерландах, а в 1955 году поселились в полностью белом районе Нового Орлеана, штат Луизиана. Его мать была алкоголичкой; отец навсегда уехал в 1966 году в Лаос, устроившись на работу в Агентство США по международному развитию (USAID). Находясь в Новом Орлеане, Дюк посещал стойко консервативную школу Клифтона Л. Гануса, спонсируемую церковью Христа. Он связывал начало своего сегрегационистского пробуждения с исследованиями для проекта в восьмом классе этой школы. После первого курса Дюк перевелся в старшую школу Уоррена Истона в Новом Орлеане. На первом курсе он учился в Военной академии Риверсайд в Гейнсвилле, штат Джорджия. На последнем курсе он вернулся в Новый Орлеан, в среднюю школу Джона Ф. Кеннеди, и до её окончания в 1967 году он вступил в ку-клукс-клан.

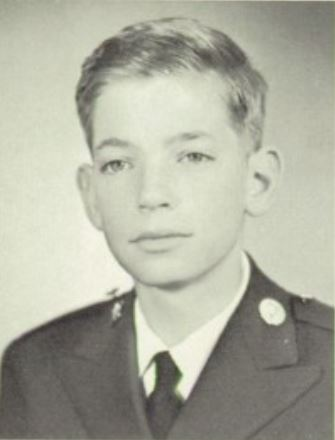
Дэвид Дюк в 1967 году во время учёбы в Военной академии Риверсайд

В 1964 году Дюк начал свое участие в радикально-правой политике после того, как посетил собрание Гражданских советов и прочитал книги Карлтона Патнэма, выступающие за сегрегацию, позже сославшись на «Расу и разум: Взгляд янки, 1961», как ответственную за его «просвещение». Книга Патнэма утверждала генетическое превосходство белых. Также в подростковом возрасте Дюк начал читать книги о нацизме и Третьем рейхе, и его речи на собраниях стали явно пронацистскими. Этого было достаточно, чтобы заслужить его неодобрение со стороны некоторых членов клуба, которые были скорее анти-чёрными расистами, чем антисемитами. Во время учёбы в Военной академии Риверсайда его класс был дисциплинирован после того, как выяснилось, что у Дюка был нацистский флаг, и в государственной школе он громко протестовал против спуска флага после убийства Мартина Лютера Кинга. В конце 1960-х годов Дюк встретил Уильяма Лютера Пирса, лидера неонацистского движения и Национального альянса, который будет оказывать влияние на него всю жизнь.
В 1968 году Дюк поступил в Университет штата Луизиана в Батон-Руже, а в 1970 году создал белую студенческую группу под названием «Альянс белой молодёжи», которая была связана с Национал-социалистической партией белых людей. В том же году, в знак протеста против выступления адвоката Уильяма Кунстлера в Тулейнском университете в Новом Орлеане, в 1970 году Дюк появился на демонстрации в нацистской униформе с плакатами «Газ Чикаго 7» (группа левых антивоенных активистов, которых защищал Кунстлер) и «Кунстлер-еврей-коммунист». Пикетируя и устраивая вечеринки в годовщину рождения Адольфа Гитлера, он стал известен в кампусе тем, что носил нацистскую форму. Будучи студентом Луизианского университета, Дюк отправился в поездку на конференцию американской нацистской партии в Вирджинию вместе с белыми сторонниками превосходства Джозефом Полом Франклином (позже осужденным за многочисленные акты расового и антисемитского терроризма и казнённым за серийное убийство) и Доном Блэком.
Со слов Дюка последующие девять месяцев он провёл в Лаосе, называя это «обычным дежурством». Он присоединился к своему отцу, который и попросил сына посетить его летом 1971 года. Его отец помог ему получить работу преподавателя английского языка лаосским офицерам, от которой он был уволен через шесть недель, когда он нарисовал коктейль Молотова на доске. Он также утверждал, что ночью 20 раз заходил в тыл противника, чтобы сбросить рис антикоммунистическим повстанцам на самолётах, летевших на высоте 3 метров от земли, едва избежав получения осколочного ранения. Два пилота Air America, находившиеся в то время в Лаосе, говорили, что самолёты летали только днем и что они также летали не менее чем в 150 метрах от земли. Один пилот предположил, что Дюк мог бы раз или два совершить безопасный «молочный рейс», но не более того. Дюк также не мог вспомнить название аэродрома, который он использовал.

### 1972 арест в Новом Орлеане
В январе 1972 года Дюк был арестован в Новом Орлеане за подстрекательство к беспорядкам. В том же месяце в городе вспыхнуло несколько столкновений на расовой почве, в том числе у памятника Роберту Ли, в которых участвовали Дюк, Эддисон Розуэлл Томпсон — вечный кандидат от сегрегации на пост губернатора Луизианы и мэра Нового Орлеана — и его 89-летний друг и наставник Рене Лакост (не путать с французским теннисистом Рене Лакостом). Томпсон и Лакост оделись по этому случаю в одежды клана и поместили флаг Конфедерации у памятника. Чёрные Пантеры начали бросать кирпичи в двух мужчин, но полиция прибыла вовремя, чтобы предотвратить серьёзные травмы.
В 1972 году Дюка обвинили в вымогательстве средств на предвыборную кампанию кандидата в президенты Джорджа Уоллеса, а затем в хранении полученных средств. Его также обвинили в наполнении стеклянных контейнеров легковоспламеняющейся жидкостью, запрещённой законом Нового Орлеана. Оба обвинения в конце концов были сняты.

### Рыцарь ку-клукс-клана
Вернувшись от отца из Лаосе в Луизиану Дюк окончил университет в 1974 году, после чего основал общество Рыцарей ку-клукс-клана (КККК). Он стал самым молодым великим волшебником КККК в 1976 году. В течение следующих нескольких лет Дюк добился внимания средств массовой информации действиями Клана, которые были не более чем трюками. Они включали «Поездки свободы на север» во время борьбы за школьные автобусы (эпизод, связанный с существованием автобусов для белых и цветных детей) в Бостоне (только небольшая горстка членов Клана действительно добралась до Бостона) и широко разрекламированную «Пограничную стражу Клана» в Южной Калифорнии (это была попытка помочь федеральным офицерам арестовывать людей, пересекающих американо-мексиканскую границу близ Сан-Диего), в которой участвовало менее дюжины членов Клана. Дюк также реформировал организацию, пропагандируя ненасилие и законность, и впервые в истории Клана женщины были приняты в качестве равноправных членов, а католикам было предложено подать заявку на членство. Он неоднократно настаивал на том, что Клан был «не анти-черным», а скорее «про-белым» и «про-христианским». Дюк сказал британской газете Daily Telegraph, что он покинул Клан в 1980 году, потому что ему не нравились его ассоциации с насилием и он не мог помешать членам других отделений Клана делать «глупые или жестокие вещи». Джулия Рид в апреле 1992 года в «The New York Review of Books» утверждала, что Дюк был вынужден покинуть клан после продажи копии записей о его членстве конкурирующему лидеру клана, который был информатором Федерального бюро расследований (ФБР).

## Политическая и идеологическая активность

### Ранние кампании
Дюк впервые баллотировался в Сенат штата Луизиана как демократ от округа Батон-Руж в 1975 году. Во время своей предвыборной кампании ему было разрешено выступать в университетских кампусах Университета Вандербильта, Университета Индианы, Университета Южной Калифорнии, Стэнфордского университета и Университета Тулейна. Он получил 11 079 голосов, треть из тех, что были поданы.
В 1979 году снова баллотировался в сенат штата, но занял второе место после действующего сенатора Джо Тиманна.
В конце 1970-х годов Дюк был обвинен несколькими чиновниками Клана в краже денег организации. «Дюк — не кто иной, как мошенник», — сказал Джек Грегори, лидер штата Флорида Дюка, в интервью газете Clearwater Sun после того, как Дюк якобы отказался передать Рыцарям доходы от серии митингов клана 1979 года. Другой представитель Клана, Джерри Даттон, сообщил журналистам, что Дюк использовал средства Клана для покупки и ремонта своего дома в Метэри. Позже Дюк оправдывал ремонт тем, что большая часть его дома использовалась Кланом.
В 1979 году он признал себя виновным в нарушении общественного порядка, когда в сентябре 1976 года привёл от семидесяти до ста членов Клана окружить полицейские машины на стоянке отеля «Метэри», и был оштрафован на 100 долларов и приговорён к трём месяцам условного срока. Дюк и Джеймс К. Уорнер первоначально были осуждены по этому обвинению в 1977 году, но Верховный суд Луизианы отменил это решение из-за того, что штат представил незаконные доказательства. Дюк был арестован за незаконный въезд в Канаду, чтобы обсудить на ток-шоу иммиграцию из стран третьего мира в Канаду.
Он баллотировался в президенты от Демократической партии на президентских выборах 1980 года. Несмотря на то, что он был на шесть лет моложе, чем законом допускается для права баллотироваться в президенты, Дюк попытался внести свое имя в избирательный бюллетень в двенадцати штатах, заявив на Национальном съезде Демократической партии, что он хочет быть влиятельным посредником, который мог бы «выбрать вопросы и сформировать платформу, представляющую большинство этой страны».
После того как в 1980 году его обвинили в попытке продать список рассылки организации за 35 000 долларов Дюк покинул ку-клукс-клан. Он основал Национальную ассоциацию по улучшению положения белых людей и был её президентом после ухода из клана. Используя информационный бюллетень группы, он продвигал на продажу литературу по отрицанию Холокоста, такую как «Вымысел XX века» и «Шесть миллионов — потеряны и найдены».

### Президентская кампания 1988 года
В 1988 году Дюк впервые участвовал в президентских праймериз Демократической партии. Его кампания имела ограниченное влияние, за единственным исключением — победа на малоизвестных праймериз вице-президента в Нью-Гэмпшире. Не сумев завоевать большую популярность как демократ, Дюк добился выдвижения в президенты от Популистской партии, организации, основанной Уиллисом Карто. Он появился в избирательном бюллетене на пост президента в 11 штатах и был кандидатом в некоторых других штатах. Он получил всего 47 047 голосов, что составляет 0,04 % от общенационального голосования.

### 1989: Успешное участие в дополнительных выборах в палату представителей штата Луизианы
В декабре 1988 года Дюк изменил свою политическую принадлежность с Демократической партии на Республиканскую партию и заявил, что стал возрожденным христианином, номинально отказавшись от антисемитизма и расизма.
В 1988 году представитель штата от республиканской партии Чарльз Кусимано подал в отставку, чтобы стать судьей окружного суда, и в начале 1989 года были назначены внеочередные выборы на его место. Дюк вступил в гонку за место Кусимано и столкнулся с несколькими противниками, в том числе с коллегой-республиканцем Джоном Спайером Трином, братом бывшего губернатора Дэвида К. Трина; Делтоном Чарльзом, членом школьного совета; и Роджером Ф. Виллером-младшим, управляющим одной из компаний. Дюк занял первое место на праймериз с 3995 голосами (33,1 %). Поскольку никто не получил большинства голосов в первом туре, потребовался второй тур выборов между Дюком и Трином, набравшим 2277 голосов (18,9 %) в первом туре голосования. Кандидатура Трина была одобрена президентом США Джорджем Бушем-старшим, бывшим президентом Рональдом Рейганом и другими видными республиканцами, а также демократами Виктором Бюсси (президентом Луизианской АФЛ-ИТ-директора) и Эдвардом Дж. Стеймелем (президент Ассоциации бизнеса и промышленности Луизианы и бывший директор аналитического центра «хорошее правительство», Исследовательский совет по связям с общественностью). Дюк, однако, раскритиковал Трина за его заявление, указывающее на готовность принять более высокие налоги на недвижимость в этом пригородном районе. Дюк, набравший 8459 голосов (50,7 %), победил Трина, набравшего 8232 голоса (49,3 %). Он служил в Палате представителей с 1989 по 1992 год.
Правовед Одон Бакке из Лафайета, беспартийный член Палаты представителей, попытался отказать Дюку во вступлении на должность на том основании, что новый представитель проживал за пределами своего округа во время его избрания, но он с Трином потерпели неудачу в судебном споре по этому поводу. Законодатели, выступавшие против Дюка, заявили, что они должны подчиниться его избирателям, которые выбрали Дюка в качестве своего представителя. По состоянию на 2019 год Дюк остаётся единственным признанным неонацистом, получившим выборную должность в Соединенных Штатах.

### В качестве представителя штата
Одним из законодательных вопросов, выдвинутых Дюком, было требование, чтобы получатели пособий проверялись на употребление наркотиков. Получатели должны были показать себя свободными от наркотиков, чтобы получать государственные и федеральные льготы.
Гомес, журналист, говорил, что помнит, как Дюк добился принятия только одного законопроекта, закона, который запрещал кинопродюсерам или книгоиздателям выплачивать присяжным компенсацию за рассказы об их судебном опыте. По его словам Дюк, будучи краткосрочным законодателем, был «настолько целеустремлён, что никогда по-настоящему не интересовался правилами Палаты представителей и парламентскими процедурами. Именно этот недостаток привел к краху большинство его попыток законотворчества».
Гомес добавил, что «пребывание Дюка в палате представителей штата было коротким и не вдохновляющим. Никогда ещё никто не ставил выборы с таким узким отрывом на такую незначительную позицию, на такую международную известность. Он безуспешно баллотировался на многие другие должности, но всегда оказывал обычно отрицательное влияние на результат».

Гомес продолжал:
Новое послание [Дюка] состояло в том, что он покинул Клан, сбросил нацистскую форму, которую он с гордостью носил во многих предыдущих выступлениях, и хотел только служить народу. Он отказался от своей высокотоксичной антисемитской риторики. Он был особенно обеспокоен тяжёлым положением «американцев европейского происхождения». Он никогда открыто не говорил о расе как о факторе, но имел в виду «растущий низший класс». Он использовал испытанную демагогию классовой зависти, чтобы внушить свое послание: чрезмерные деньги налогоплательщиков, потраченные на социальное обеспечение, школьные автобусы, позитивную дискриминацию… и отложенные программы. Он также затронул тему, близкую и родную для каждого избирателя округа Джефферсон, — защиту права на освобождение участка от налогов.

### Кампания 1990 года в Сенат США
Хотя Дюк сначала колебался по поводу участия в гонке в Сенат, он объявил о своей кандидатуре на беспартийных общих предварительных выборах, состоявшихся 6 октября 1990 года. Он был единственным республиканцем, соревнующимся с тремя демократами, включая одного действующего сенатора США.
Бывший губернатор Дэвид Трин, чей брат, Джон Трин, победил Дюка на выборах представителя штата в 1989 году, назвал сенаторскую платформу Дюка «мусором. … Я думаю, что он вреден для нашей партии из-за того, что поддерживает нацизм и расовое превосходство».
Республиканская партия на съезде штата 13 января 1990 года официально поддержала сенатора штата Бен Багерта из Нового Орлеана, но представители Республиканской партии в октябре, всего за несколько дней до первичных выборов, пришли к выводу, что Багерт не может победить. Чтобы избежать столкновения между Дюком и Джонстоном, Республиканская партия решила сдать первичные выборы Джонстону. Финансирование кампании Багерта было прекращено, и после первоначального протеста Багерт выбыл за два дня до выборов. С таким запозданием имя Багерта осталось в бюллетене, но его голоса, большинство из которых, по-видимому, были поданы как открепительные, не были подсчитаны. Дюк получил 43,51 процента (607 391 голос) первичного голосования против 53,93 процента Джонстона (752 902 голоса).
Взгляды Дюка побудили некоторых его критиков, в том числе республиканцев, таких как журналист Квин Хиллер, сформировать Коалицию Луизианы против расизма и нацизма, которая направила внимание СМИ на заявления Дюка о враждебности к чернокожим и евреям.
В 2006 году в редакционной статье Financial Times Гидеон Рахман вспоминал интервью с руководителем предвыборной кампании Дюка в 1990 году, который сказал: «Евреи просто не являются большой проблемой в Луизиане. Мы все время говорим Дэвиду: продолжай атаковать чёрных. Нет смысла преследовать евреев, вы их просто бесите, и всё равно никому до них нет дела.»

### Кампания 1991 года по выборам губернатора Луизианы

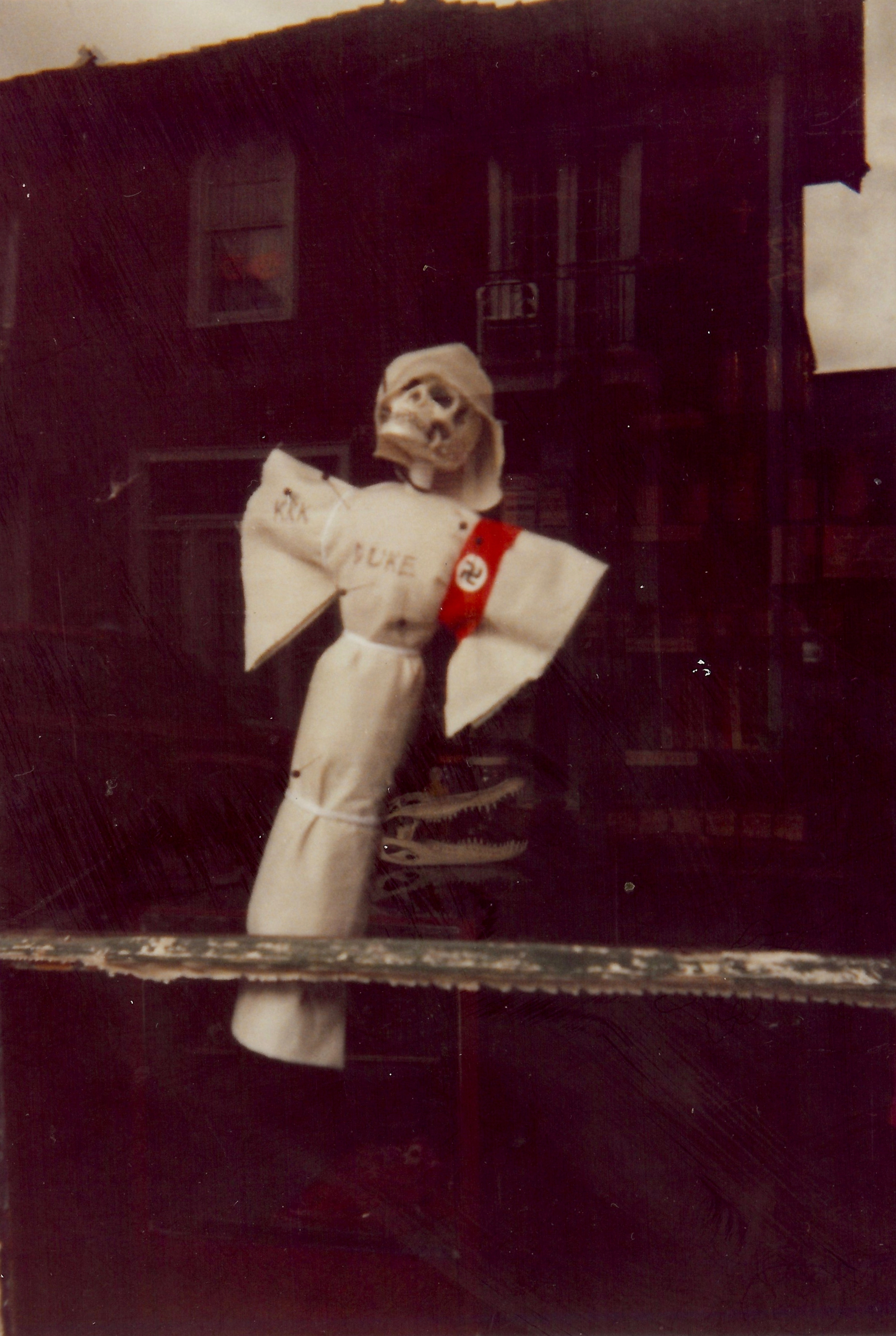
Витрина магазина в Новом Орлеане с посланием против члена неонацистского клана Дэвида Дюка, в то время баллотировавшегося на пост губернатора Луизианы

Несмотря на отказ Республиканской партии, Дюк баллотировался на пост губернатора Луизианы в 1991 году. На праймериз Дюк занял второе место после бывшего губернатора Эдвина У. Эдвардса по количеству голосов; таким образом, он столкнулся с Эдвардсом во втором туре. В первом туре Дюк получил 32 % голосов. Действующий губернатор Бадди Ремер, который во время своего срока перешел от демократической партии к республиканской, занял третье место с 27 % голосов. Дюк фактически уничтожил заявку Ремера на переизбрание. Хотя у Дюка был значительный основной электорат преданных сторонников, многие голосовали за него как за «протестное голосование», чтобы выразить недовольство политиками истеблишмента Луизианы. В ответ на критику за его прошлую деятельность белых сторонников превосходства, основной ответ Дюка состоял в том, чтобы извиниться за свое прошлое и объявить, что он был рождённым свыше христианином. Во время кампании Дюк заявил, что он был представителем «белого большинства» и, согласно «Нью-Йорк Таймс», «приравнял уничтожение евреев в нацистской Германии к программам позитивных действий в Соединённых Штатах».
Христианскую коалицию Америки, оказывавшую значительное влияние на Центральный республиканский комитет штата обвинили в том, что она не провела расследование в отношении Дюка в самом начале его политического возрождения. Ко времени губернаторских выборов 1991 года его республиканское руководство перестало поддерживать Дюка. Несмотря на статус Дюка как единственного республиканца во втором туре действующий президент Джордж Буш (являющийся республиканцем) выступил против его кандидатуры и назвал его шарлатаном и расистом. Глава администрации Белого дома Джон Г. Сунуну заявил: «Президент категорически против расистских заявлений, исходящих от Дэвида Дюка сейчас и в прошлом».
Коалиция Луизианы против расизма и нацизма сплотилась против губернаторской кампании Дюка. Рики Бет, умеренный член Центрального комитета республиканской партии штата Луизиана и аспирант Тулейнского университета, начала следить за Дюком, чтобы записывать его речи и разоблачать то, что она считала случаями расистских и неонацистских высказываний. Через какое-то время Дюк пригласил Рики на обед, познакомил её со своими дочерьми, позвонил ей поздно ночью и попытался убедить её в своем мировоззрении: Холокост был мифом, врач Освенцима Йозеф Менгеле был гением медицины, а чернокожие и евреи несут ответственность за различные социальные болезни. Рики опубликовала стенограммы их разговоров для прессы, а также предоставила доказательства того, что Дюк продавал нацистскую литературу (включая «Mein Kampf») из своего законодательного офиса и посещал неонацистские политические собрания, пока занимал выборную должность.
Между предварительными выборами и вторым туром, называемыми «всеобщими выборами» в соответствии с правилами выборов в Луизиане (в которых все кандидаты участвуют в одном бюллетене, независимо от партии), организации сторонников превосходства белой расы со всей страны внесли свой вклад в фонд кампании Дюка.
Выдвижение Дюка привлекло внимание национальных средств массовой информации. Знаменитости и организации пожертвовали тысячи долларов на кампанию бывшего губернатора Эдвина Эдвардса. Ссылаясь на давнюю проблему Эдвардса с обвинениями в коррупции, популярные наклейки на бампере во время компании гласили: «Голосуйте за мошенника. Это важно» и, в то же время «Vote for the Lizard, not the Wizard» (игра слов, где под Wizard — дословно Волшебник — имелась в виду иерархия в ку-клукс-клане). Когда репортер спросил Эдвардса, что ему нужно сделать, чтобы одержать победу над Дюком, Эдвардс с улыбкой ответил: «Остаться в живых».
Дебаты во втором туре, состоявшиеся 6 ноября 1991 года, привлекли большое внимание после того, когда журналист Норман Робинсон задал вопрос Дюку. Робинсон, афроамериканец, сказал Дюку, что он «напуган» перспективой победы Дюка на выборах из-за его истории «дьявольских, злых, мерзких» расистских и антисемитских комментариев, некоторые из которых он зачитал Дюку. Затем он потребовал от него извинений, и когда тот возразил, что Робинсон несправедлив к нему, ответил, что не думает, что Дюк честен. Джейсон Берри из Los Angeles Times назвал это «потрясающим телевидением» и «катализатором» огромной явки чернокожих избирателей, которые помогли Эдвардсу победить Дюка.
Эдвардс получил 1 057 031 голос (61,2 %), в то время как 671 009 голосов Дюка составили 38,8 % от общего числа. Тем не менее Дюк заявил о своей победе, сказав: «Я выиграл свой избирательный округ. Я получил 55 % белых голосов», — статистика подтверждена экзитполами. На следующий день Дюк, а не Эдвардс, был на сетевом телевидении; его соперник отказался явиться с ним.

### Кандидат в президенты от Республиканской партии в 1992 году
Дюк баллотировался как республиканец на президентских праймериз 1992 года, хотя официальные лица Республиканской партии пытались воспрепятствовать его участию. Он получил 119 115 (0,94 %) голосов на праймериз, но не получил делегатов от Республиканского национального собрания 1992 года.
Документальный фильм «Backlash: Race and the American Dream» (1992) исследовал призыв Дюка среди некоторых белых избирателей. Backlash исследовал демагогические проблемы платформы Дюка, исследуя его использование чернокожих преступлений, благосостояния, позитивных действий и превосходства белых, и привязывал Дюка к наследию других белых политиков, вызывающих отрицательную реакцию, таких как Лестер Г. Мэддокс и Джордж Уоллес, а также использование в успешной президентской кампании Джорджа Буша-старшего в 1988 году с теми же самыми горячими вопросами на расовую тематику.

### Кампания 1996 года в Сенат США
Когда Джонстон объявил о своей отставке в 1996 году, Дюк снова баллотировался в Сенат США. Он набрал 141 489 голосов (11,5 %). Бывший республиканский представитель штата Вуди Дженкинс из Батон-Руж и демократ Мэри Лэндрю из Нового Орлеана, бывший государственный казначей, участвовали в общенациональных выборах. Дюк был четвёртым в первичной гонке с участием девяти человек в беспартийном общем праймериз.

### Внеочередные выборы в 1-й округ Конгресса Луизианы в 1999 году
Внеочередные выборы были проведены в Первом округе Конгресса Луизианы после внезапной отставки действующего президента-республиканца Боба Ливингстона в 1999 году. Дюк добивался места республиканца и получил 19 % голосов. Он финишировал третьим и, таким образом, не сумел пробиться во второй тур. Его кандидатура была отвергнута республиканцами. Председатель Республиканской партии Джим Николсон заметил: «В партии Линкольна нет места для такого члена Клана, как Дэвид Дюк».

### Новоорлеанский протокол
Дюк организовал на выходных собрание «европейских националистов» в Кеннере, штат Луизиана. Пытаясь преодолеть раскол и разноглассия в белом националистическом движении, последовавшие за смертью в 2002 году лидера Уильяма Лютера Пирса, Дюк представил предложение единства для мира внутри движения и лучшего имиджа для посторонних. Его предложение было принято и теперь известно как Новоорлеанский протокол (NOP). Он призывает приверженцев панъевропейского мировоззрения, признавая национальную и этническую принадлежность, но подчеркивая ценность всех европейских народов. Подписанный и спонсируемый рядом лидеров и организаций сторонников превосходства белой расы, он содержит три положения:
1. Абсолютная нетерпимость к насилию.
2. Честное и этичное поведение в отношениях с другими подписавшими группами. Это включает в себя отказ от осуждения других, подписавших этот протокол. Другими словами, справа нет врагов.
3. Поддерживать благородный, уважительный тон в наших аргументах и публичных презентациях.

Среди подписавших пакт 29 мая 2004 года были Дюк, Дон Блэк, Пол Фромм, Уиллис Карто (чей отрицающий Холокост The Barnes Review помог спонсировать мероприятие), Кевин Альфред Стром и Джон Тиндалл (подписавший как физическое лицо, а не от имени Британской национальной партии).
Южный центр правовой защиты бедноты (анг. Southern Poverty Law Center — SPLC) заявил, что «высокий тон» NOP контрастирует с заявлениями на мероприятии, где был подписан пакт, такими как Пола Фромма, назвавшего мусульманскую женщину «ведьмой в мешке» и Сэмом Диксоном (из Совета консервативных граждан, ещё один спонсор), говоря об «очень, очень разрушительном» эффекте противостояния нацистам во Второй мировой войне — противодействии, которое заставило людей рассматривать «нормальные, здоровые расовые ценности Гитлера» как зло. SPLC описал NOP как «дымовую завесу», заявив, что «гнев большинства участников конференции был направлен на то, что они считают всемирным еврейским заговором с целью уничтожить белую расу посредством иммиграции и метисации».

### Политическая деятельность 1999—2012 годов
Дюк вступил в Партию реформ в 1999 году. Он покинул партию после выборов.
В 2004 году телохранитель, сосед по комнате и давний соратник Дюка Рой Армстронг подал заявку на участие в выборах в Палату представителей США от Демократической партии, чтобы служить в Первом округе Конгресса Луизианы. На открытых предварительных выборах Армстронг занял второе место из шести кандидатов с 6,69 % голосов, но республиканец Бобби Джиндал получил 78,40 %, таким образом получив место. Дюк был главным советником кампании Армстронга.
Дюк утверждал, что тысячи активистов Движения чаепития убеждали его баллотироваться в президенты в 2012 году и что он серьёзно рассматривает возможность участия в праймериз Республиканской партии. Однако Дюк в конечном счёте не стал оспаривать праймериз, выигранные Миттом Ромни, который проиграл президентские выборы действующему Бараку Обаме.

### Пропаганда Дональда Трампа
В 2015 году СМИ сообщили, что Дюк одобрил тогдашнего кандидата в президенты Дональда Трампа. Позже Дюк пояснил в интервью The Daily Beast в августе 2015 года, что, хотя он считал Трампа «лучшим из многих», из-за его позиции по иммиграции поддержка Трампом Израиля стала для него нарушением сделки. Дюк утверждал, что «Трамп очень ясно дал понять, что он на 1000 процентов предан Израилю. Так сколько же осталось для Америки?» В декабре 2015 года Дюк сказал, что Дональд Трамп говорит более радикально, чем он сам, и что радикальная речь Трампа является как позитивной, так и негативной.
В феврале 2016 года Дюк призвал своих слушателей проголосовать за Трампа, заявив, что голосование за кого-либо, кроме Дональда Трампа, «действительно является изменой вашему наследию». Трамп, по мнению Дюка, был «безусловно лучшим кандидатом». Когда Трампа спросили, отказался ли он от поддержки Дюка, он ответил: «Я ничего не знаю о Дэвиде Дюке. Ладно? <…> Я ничего не знаю о сторонниках превосходства белых. И поэтому ты задаешь мне вопрос, где я должен отвечать о людях, о которых я ничего не знаю».
На президентских выборах 2020 года Дюк снова выразил свое предпочтение Дональду Трампу перед Джо Байденом, что было широко истолковано как одобрение. Дюк призвал президента Трампа заменить своего вице-президента Майка Пенса ведущим ток-шоу Такером Карлсоном, заявив, что это будет единственным способом «остановить коммунистов-большевиков».

### Кампания 2016 года в Сенат США
22 июля 2016 года Дюк объявил, что планирует баллотироваться от республиканцев на место в Сенате США в Луизиане, которое освобождает республиканец Дэвид Виттер. Он заявил, что пришёл «защищать права американцев европейского происхождения». По его словам, его платформа стала широко распространённой среди республиканцев, и добавил: «Я очень рад видеть Дональда Трампа, и большинство американцев принимают большинство проблем, которые я отстаивал в течение многих лет». Однако администрация Трампа подтвердила, что тот отрицает поддержку Дюка, а республиканские организации заявили, что не поддержат его «ни при каких обстоятельствах». 5 августа 2016 года Национальное общественное радио (NPR) передало интервью между Дюком и Стивом Инскипом, в котором Дюк заявил, что в отношении американцев европейского происхождения широко распространен расизм, что они подвергаются жестоким нападкам в СМИ и что избиратели Трампа также его избиратели.
Опрос Мэйсона-Диксона, опубликованный 20 октября 2016 года, показал, что Дюк получил поддержку 5,1 % избирателей в штате, при этом почти не соблюдается требование 5 % для кандидата, допускаемого к участию в дебатах 2 ноября.
В день выборов Дюк получил 3 % голосов, набрав в общей сложности 58 581 голос из почти 2 миллионов поданных. Он занял 7 место на открытых предварительных выборах в Луизиане.
Те, кто делал пожертвования на кампанию, были публично разоблачены в нескольких штатах в 2017 году, что привело к бойкоту, потере бизнеса и полному закрытию одного ресторана.

### Президентские выборы 2020 года в США
В феврале 2019 года СМИ сообщили, что Дюк поддержал кандидата в президенты Талси Габбард от Демократической партии и сменил свой баннер в Twitter на фотографию Габбарда. Он написал в Твиттере: «Талси Габбард на пост президента. Наконец-то кандидат, который на самом деле поставит Америку прежде всего, а не Израиль!» Габбард отказалась от поддержки Дюка: «Я решительно осуждала ненавистные взгляды Дэвида Дюка и его так называемую „поддержку“ несколько раз в прошлом и отвергаю его поддержку сейчас». После поражения Габбарда Дюк поддержал переизбрание президента Дональда Трампа.

### Президентские выборы 2024 года в США
В октябре 2024 года Дюк поддержал кандидата от Партии Зелёных Джилл Стайн на пост президента Соединенных Штатов, раскритиковав то, что он расценил как «подчинение Трампа еврейскому лобби» и похвалив оппозицию Стайн войне между Израилем и ХАМАСОМ. Руководитель кампании Стейна Джейсон Колл дезавуировал поддержку Дюка, а официальный аккаунт Стейна в Twitter назвал Дьюка «расистским троллем».

## Антисемитизм
Правозащитные организации обвиняют его в антисемитизме в этом же качестве он фигурирует в научной литературе. Антидиффамационная лига назвала Дюка «возможно, самым известным расистом и антисемитом Америки».
Является активным антисионистом, считает сионизм политическим и социальным выражением иудаизма.

### Расовая теория
Сам Дюк описывает свои взгляды как расовый реализм, утверждая, что «все люди имеют основное право человека на сохранение своего наследия».

В 1998 году Дюк самостоятельно опубликовал автобиографический сборник «Мое пробуждение: путь к расовому взаимопониманию». В книге подробно рассказывается о его социальной философии, включая его защиту расового разделения:
Мы [белые] желаем жить в своих кварталах, ходить в свои школы, работать в своих городах и поселках и, в конечном итоге, жить как одна большая семья в нашей собственной стране. Мы положим конец расовому геноциду интеграции. Мы будем работать над тем, чтобы в конечном итоге создать отдельную родину для афроамериканцев, чтобы каждая раса могла свободно следовать своей судьбе без расовых конфликтов и недоброжелательности.
Рецензия Авраама Фоксмана, в то время Национального директора Антидиффамационной лиги (ADL), на его книгу описывает «Мое пробуждение» как содержащее расистские, антисемитские, сексистские и гомофобные мнения.
Дюк продвигает конспирологическую теорию заговора о геноциде белых и прямо заявляет, что евреи «организуют геноцид белых». В 2017 году он обвинил Энтони Бурдена в пропаганде геноцида белых.
В профиле ADL Дюка говорится: «Хотя Дюк отрицает, что он сторонник превосходства белых, и избегает этого термина в публичных выступлениях и публикациях, политика и позиции, которые он отстаивает, чётко указывают на то, что белые люди являются единственными, кто обладает моральной квалификацией для определения прав, которые должны применяться к другим этническим группам».

### Утверждения о «еврейском превосходстве»
В 2001 году Дюк выпустил свою книгу «Еврейское превосходство: мое пробуждение к еврейскому вопросу в России». В этой работе он претендует на то, чтобы «исследовать и документировать элементы этнического превосходства, которые существовали в еврейской общине с исторического до современного времени». Книга посвящена Исраэлю Шахаку, который критически оценивал еврейскую культуры как верховенство религиозных учений. Бывший министр печати России Борис Миронов написал предисловие для российского издания, напечатанное под названием «Еврейский вопрос глазами американца». Работа опирается на труды Кевина Б. Макдональда, включая многократное использование одних и тех же источников и цитат.
Александр Федулов, известный депутат Госдумы, написал письмо к Генеральному прокурору Владимиру Устинову, в котором он призвал возбудить уголовное дело против автора и российского издателя книги Дюка. Офис Антидиффамационной лиги в Москве, опираясь на письмо Федулова, призвал прокуратуру Москвы начать расследование в отношении Миронова. В своем письме Федулов назвал книгу антисемитской и нарушением российских законов о борьбе с преступлениями на почве ненависти. Примерно в декабре 2001 года прокуратура закрыла расследование в отношении Бориса Миронова. В публичном письме Юрий Бирюков, первый заместитель Генерального прокурора Российской Федерации, заявил, что психологическая экспертиза, которая была проведена в рамках расследования, пришла к выводу, что книга и действия Бориса Миронова не нарушали российские законы о преступлениях на почве ненависти.
ADL охарактеризовала книгу как антисемитскую. Одно время книга продавалась в главном вестибюле здания Государственной Думы РФ.
После публикации профессорами Джоном Миршаймером и Стивеном Уолтом в марте 2006 года статьи об израильском лобби Дюк высоко оценил её в ряде статей на своем веб-сайте, в своих передачах и в программе MSNBC «Страна Скарборо» от 21 марта. Согласно New York Sun, Дюк сказал в электронном письме, что он «удивлен, насколько превосходна [статья]. Приятно видеть, что в ведущем американском университете, по сути, выходит и подтверждает все основные моменты, которые я высказывал ещё до начала войны [в Ираке]. … Перед нами стоит задача вырвать контроль над внешней политикой Америки и критическими моментами в СМИ у еврейских экстремистских неоконсерваторов, которые стремятся привести нас к тому, что они с нетерпением называют четвёртой мировой войной». Стивен Уолт заявил: «Я всегда считал взгляды мистера Дюка предосудительными, и мне жаль, что он считает эту статью совместимой со своим взглядом на мир».
В 2015 году, после того, как 47 республиканцев Сената предупредили Иран о том, что соглашения, заключенные с США, которые не были ратифицированы Сенатом, могут быть отвергнуты будущим президентом, Дюк сказал Fox News Алану Колмсу, что подписанты «должны стать евреями, надеть ермолку, потому что они не американцы, они продали свою душу еврейской власти в этой стране и еврейской власти за рубежом». На его веб-сайте размещены статьи авторов, утверждающих, что еврейские ростовщики владеют Федеральным резервным банком, и что евреи владеют Голливудом и американскими СМИ.

### Предполагаемый «сионистский контроль»
В выпуске своего информационного бюллетеня после 11 сентября Дюк написал, что «разум должен подсказать нам, что даже если израильские агенты не были настоящими провокаторами, стоявшими за операцией [11 сентября], то по крайней мере, у них были предварительные знания. …Сионисты стали причиной нападения, которое Америка пережила так же уверенно, как если бы они сами пилотировали эти самолёты. Это было вызвано еврейским контролем над американскими СМИ и Конгрессом».
В интервью иранскому Press TV 11 сентября 2012 года Дюк сказал: «Во всем аспекте 9/11 есть израильские отпечатки пальцев. … Израиль имеет долгую историю терроризма против Америки… Есть много причин, по которым Израиль хотел, чтобы 9/11 произошло». О войне в Ираке, по словам Дюка, «сионисты организовали и создали эту войну в средствах массовой информации, правительстве и международных финансах». В другом выступлении на Press TV в следующем году Дюк сказал, что Конгресс «полностью в руках сионистов. Сионисты контролируют американское правительство со всеми потрохами». По его словам, предполагаемый контроль евреев над Америкой является «самой большой проблемой в мире».

### Отрицатель Холокоста Эрнст Цюндель
Дюк выразил поддержку отрицателю Холокоста Эрнсту Цюнделю, немецкому эмигранту в Канаде. Он сделал ряд заявлений в поддержку Зюнделя и его кампании отрицания Холокоста. Цюндель был депортирован из Канады в Германию и заключен в тюрьму в Германии по обвинению в разжигании этнической ненависти в массах. После смерти Цюнделя в августе 2017 года Дюк назвал его «очень героическим и мужественным европейским защитником».

### Деятельность на Украине и в России (2005—2006)
В 1990-х годах Дюк несколько раз ездил в Россию, встречаясь с антисемитскими российскими политиками, такими как Владимир Жириновский и Альберт Макашов.
Летом 2000 года Дюк отправился в Россию по приглашению Александра Проханова, главного редактора ультранационалистической газеты «Завтра», и Константина Касимовского, главы антисемитской организации «Русское действие». В то время несколько российских националистических изданий опубликовали сообщения о визите Дюка в Москву. Интернет-форум российских неонацистских скинхедов похвалил встречу с Дюком, которого они назвали «известным американским патриотом». Дюк преподавал в украинском частном вузе МАУП, где в сентябре 2005 года получил степень доктора философии Международной кадровой академии (без выдачи диплома государственного образца и не признаваемую государством), учреждении, которое антидиффамационной лиги (ADL) назвало «Университетом ненависти». Докторская диссертация Дюка называлась «Сионизм как форма этнического превосходства». Однако программа PhD МАУП не была аккредитована Высшей аттестационной комиссией Украины и не аккредитована правопреемником этого государственного органа, Министерством образования и науки Украины, поэтому дипломы PhD, выданные МАУП, не признаются украинским государством как реальные академические степени.
АДЛ заявила, что МАУП является основным источником антисемитской деятельности и издательской деятельности в Украине, и её «антисемитские действия» были «решительно осуждены» министром иностранных дел Борисом Тарасюком и различными организациями.

### Иранская конференция о Холокосте
С 11 по 13 декабря 2006 года по приглашению тогдашнего президента Ирана Махмуда Ахмадинежада Дюк принял участие в международной тегеранской конференции «Обзор Холокоста: глобальное видение», мероприятии, проведённом в Тегеране и посвящённом отрицанию Холокоста. Конференция насчитывала почти 70 участников.
Цитаты Дюка на конференции:
- «Сионисты использовали Холокост в качестве оружия, чтобы отрицать права палестинцев и скрывать преступления Израиля»
- «Эта конференция оказывает невероятное влияние на исследования Холокоста во всем мире»[151]
- «Холокост — это инструмент, используемый в качестве опоры сионистского империализма, сионистской агрессии, сионистского террора и сионистских убийств»[152].

### Митинг против Turning Point USA
В июне 2024 года Дэвид Дюк участвовал в антисемитском митинге в Детройте вместе с другими людьми, включая Ника Фуэнтеса и Джейка Шилдса. Группа намеревалась выразить протест против съезда Turning Point USA, но ей было отказано во входе на мероприятие. Дюк выразил свою поддержку Фуэнтесу и другим, кто выступал против предполагаемого «еврейского превосходства».

## Участие в иных организациях и ассоциациях

### Stormfront
В 1995 году Дон Блэк и Хлоя Хардин, бывшая жена Дюка, основали электронную доску объявлений (BBS) под названием Stormfront. Веб-сайт стал известным онлайн-форумом для белого национализма, белого сепаратизма, отрицания Холокоста, неонацизма, языка вражды и расизма. Дюк является активным пользователем Stormfront, где он публикует статьи со своего собственного веб-сайта и опрашивает участников форума для мнений и вопросов. Дюк много раз работал с Доном Блэком, в том числе над операцией «Красная собака» (попытка свержения правительства Доминики) в 1980 году. В 2019 году Дюк продолжал сотрудничать с радиостанцией сайта.

### Британская национальная партия
В 2000 году Ник Гриффин (тогдашний лидер Британской национальной партии в Соединенном Королевстве) встретился с Дюком на семинаре с американскими друзьями Британской национальной партии. Гриффин сказал:
вместо того, чтобы говорить о расовой чистоте, мы говорим об идентичности … что означает, в основном, использование популярных слов, как я говорю, свобода, безопасность, идентичность, демократия. Никто не может их критиковать. Никто не может подойти к вам и атаковать вас из-за этих идей. Они пользуются спросом.

— Ник Гриффин
Об этом широко сообщалось в средствах массовой информации Соединенного Королевства, а также во время встречи Дюка и Гриффина после успехов партии на выборах в 2009 году.

### Альтернативные правые
Дюк написал похвалу альт-правым, описав одну трансляцию как «веселую и интересную», а другую как «это замечательное шоу». Люди за американский путь сообщили, что Дюк выступает за альт-правых. Дюк назвал их «нашими людьми», описывая их роль в избрании Дональда Трампа президентом.
Есть также утверждения, что, хотя он не является активным членом альтернативных правых, служит источником вдохновения для движения. The International Business Times описала Дюка как имеющего «зиг-хайль прислужников среди так называемых „альтернативных правых“». The Forward сказал, что Дюк «проложил путь» для движения альтернативных правых.

## Проблемы с законом

### Осуждение за налоговое мошенничество и обман последователей
12 декабря 2002 года Дэвид Дюк признал себя виновным в уголовном преступлении в подаче ложной налоговой декларации и мошенничестве с почтой. Согласно The New York Times: «Г-н Дюк был обвинен в том, что говорил сторонникам, что он находится в трудном финансовом положении, а затем злоупотреблял деньгами, которые они отправили ему с 1993 по 1999 год. Его также обвинили в подаче ложной налоговой декларации за 1998 год… Мистер Дюк использовал деньги для личных инвестиций и азартных игр… Взносы [сторонников] были всего по 5 долларов, и [по словам прокурора Соединенных Штатов Джима Леттена] их было так много, что возврат денег был бы „громоздким“».
Четыре месяца спустя Дюк был приговорен к 15 месяцам тюремного заключения, и он отбывал срок в Биг-Спринг, штат Техас. Он также был оштрафован на 10 000 долларов США и обязан сотрудничать со налоговым управлением США и выплачивать деньги, все ещё причитающиеся за его налоги 1998 года. После освобождения в мае 2004 года он заявил, что его решение заключить сделку о признании вины было мотивировано предвзятостью федеральной судебной системы Соединенных Штатов, а не своей виновностью. По его мнению, обвинения были придуманы, чтобы сорвать его политическую карьеру и дискредитировать его своим последователям, и что он выбрал безопасный путь, признав себя виновным и получив смягченный приговор, вместо того, чтобы признать себя невиновным и потенциально получить полный приговор.
Обвинения в мошенничестве с почтой были связаны с тем, что прокуроры описали как шестилетнюю схему обмана тысяч его последователей, попросив пожертвований. Используя почтовую службу, Дюк обратился к своим сторонникам за средствами, обманным путем заявив, что он вот-вот потеряет свой дом и свои сбережения. Прокуроры утверждали, что Дюк собрал сотни тысяч долларов в этой схеме. Прокуроры также оговаривали, что в отличие от того, что он заявлял в рассылках, он продал свой дом с огромной прибылью, имел несколько инвестиционных счетов и тратил большую часть своих денег, играя в казино.
The Smoking Gun разместил на своем веб-сайте всю папку судебных документов, связанных с этим делом, включая подробную информацию о признании Дюком своей вины.

### Арест в Чехии в 2009 году
В апреле 2009 года Дюк отправился в Чехию по приглашению чешской неонацистской группы, известной как Národní Odpor («Национальное сопротивление»), чтобы прочитать три лекции в Праге и Брно для продвижения чешского перевода его книги «Мое пробуждение».
Он был арестован 23 апреля по подозрению в «отрицании или одобрении нацистского геноцида и других нацистских преступлений» и «содействии движениям, направленным на подавление прав человека», которые в Чешской Республике являются преступлениями, наказуемыми лишением свободы на срок до трёх лет. Во время ареста Дюка, как сообщается, охраняли члены Národní Odpor. Полиция освободила его рано утром 25 апреля при условии, что он покинет страну к полуночи того же дня.
Первая лекция Дюка была запланирована в Карловом университете в Праге, но она была отменена после того, как университетские чиновники узнали, что неонацисты планируют принять в ней участие. Некоторые чешские политики, в том числе министр внутренних дел Иван Лангер и министр по правам человека и делам меньшинств Майкл Кочаб, ранее высказывались против разрешения Дюку на въезд в Чешскую Республику.
В сентябре 2009 года офис окружного прокурора Праги снял все обвинения, объяснив, что нет никаких доказательств того, что Дюк совершил какое-либо преступление.

### Выдворение из Италии в 2013; запрет на въезд в Шенгенскую зону
В 2013 году итальянский суд вынес решение в пользу высылки Дюка из Италии. Дюк, которому тогда было 63 года, жил в горной деревне Валле-ди-Кадоре на севере Италии. Хотя итальянское посольство на Мальте выдало ему визу для проживания там, итальянская полиция позже обнаружила, что Швейцария издала запрет на проживание в отношении Дюка, который распространялся на всю Шенгенскую зону Европы.

## Другие публикации
Чтобы собрать деньги в 1976 году, Дюк (используя двойной псевдоним Джеймс Конрад и Дороти Вандербильт) написал книгу самопомощи для женщин «Искатели-хранители: найти и удержать мужчину, которого вы хотите» («Finders-Keepers: Finding and Keeping the Man You Want»). Книга содержит советы по сексу, диете, моде, косметике и отношениям и была опубликована издательством Arlington Place Books, ответвлением Национал-социалистической партии белых людей. Профессор истории Тулейнского университета Лоуренс Н. Пауэлл, прочитавший редкую копию книги, подаренной ему журналисткой Пэтси Симс, писал, что она включает в себя советы по вагинальным упражнениям, оральному и анальному сексу и пропагандирует прелюбодеяние. Склонный к пуританству Клан был шокирован письмом Дюка. По словам журналиста Тайлера Бриджеса, The Times-Picayune получила копию и проследила его происхождение до Дюка, который собрал контент из женских журналов самопомощи. Дюк признался, что использовал псевдоним Конрад.
Он также написал « Африканский атто» под псевдонимом Мохаммед X в 1970-х годах, руководство по боевым искусствам для чернокожих боевиков; он утверждал, что это было средством создания списка рассылки для наблюдения за такими активистами.

## Личная жизнь
Во время работы в Альянсе белой молодежи Дюк познакомился с Хлоей Элеонорой Хардин, которая также была активна в группе. Они оставались компаньонами на протяжении всего колледжа и поженились в 1974 году. Хлоя является матерью двух дочерей Дюка — Эрики и Кристин. Супруги развелись в 1984 году, и Хардин переехала в Уэст-Палм-Бич, штат Флорида, чтобы быть рядом с родителями. Там она связалась с другом Дюка из Клана Доном Блэком, за которого позже вышла замуж. Дюк снимал квартиру в Москве примерно с 1999 года. Он прожил в России пять лет. В настоящее время Дюк проживает в Мандевилле, штат Луизиана.

## В культуре и СМИ
- Фильм Чёрный клановец (2018 год). Роль исполнил Тофер Грейс.
- Персоне Дэвида Дюка посвящён вышедший в 2020 году четвёртый сезон подкаста Slate Slow Burn[190].
- Дюка заблокировали в Facebook в 2018 году, более чем через год после его участия в марше «Объединённых правых»[191].
- Дюк был заблокирован на YouTube в конце июня 2020 года за неоднократное нарушение политики платформы против языка вражды вместе с Ричардом Спенсером[англ.] и Стефаном Молинье[англ.][192].
- Аккаунт Дюка в Twitter был навсегда заблокирован в конце июля 2020 года за нарушение правил компании о ненавистническом поведении[193][194].

## Публикации
- My Awakening: A Path to Racial Understanding, Free Speech, 1998, ISBN 978-1-892796-00-4.
- Дюк Д. Еврейский вопрос глазами американца. — М.: Свобода слова, 2001. — 414 с. — ISBN 1-892796-00-9..

В 2020 году книга Д. Дюка «Еврейский вопрос глазами американца» решением Левобережного районного суда города Липецка от 6 февраля 2020 года признана в Российской Федерации экстремистским материалом и была внесена в Федеральный список экстремистских материалов (№ 5104).